# Barış Alıcı
Barış Alıcı (Bornova, 24 giugno 1997) è un calciatore turco, centrocampista del Kocaelispor.

## Caratteristiche tecniche
È un esterno destro.

## Carriera

### Club
Cresciuto nelle giovanili dell'Altınordu, ha esordito in prima squadra il 28 gennaio 2015 in occasione del match di Türkiye Kupası perso 3-1 contro il Bayburt İÖİ.
Nel 2018 è stato acquistato dal Fenerbahçe, cui cui ha disputato 8 incontri nella massima divisione, 2 presenze nei turni preliminari di Champions League e 3 presenze nella fase a gironi di Europa League. Continua a giocare nella Super Lig anche con Malatyaspor e Çaykur Rizespor, per un totale di 21 presenze nella prima categoria del calcio turco.
Ha quindi militato nella seconda serie del campionato belga con il Westerlo e in quello turno con Gençlerbirliği e Samsunspor.

### Nazionale
Con la nazionale Under-21 turca ha disputato una partita di qualificazione per il campionato europeo di calcio Under-21 2019.

## Statistiche

### Presenze e reti nei club
Statistiche aggiornate al 16 agosto 2023.
| Stagione              | Squadra               | Campionato            | Campionato | Campionato | Coppe nazionali | Coppe nazionali | Coppe nazionali | Coppe continentali | Coppe continentali | Coppe continentali | Altre coppe | Altre coppe | Altre coppe | Totale | Totale | Totale |
| Stagione              | Squadra               | Comp                  | Pres       | Reti       | Comp            | Pres            | Reti            | Comp               | Pres               | Reti               | Comp        | Pres        | Reti        | Pres   | Reti   |        |
| --------------------- | --------------------- | --------------------- | ---------- | ---------- | --------------- | --------------- | --------------- | ------------------ | ------------------ | ------------------ | ----------- | ----------- | ----------- | ------ | ------ | ------ |
| 2014-2015             | Altınordu             | 1L                    | 0          | 0          | CT              | 2               | 0               |                    | -                  | -                  |             | -           | -           | 2      | 0      |        |
| 2015-2016             | Altınordu             | 1L                    | 2          | 0          | CT              | 0               | 0               |                    | -                  | -                  |             | -           | -           | 2      | 0      |        |
| 2016-2017             | Altınordu             | 1L                    | 19         | 3          | CT              | 1               | 0               |                    | -                  | -                  |             | -           | -           | 20     | 3      |        |
| 2017-2018             | Altınordu             | 1L                    | 32         | 10         | CT              | 1               | 0               |                    | -                  | -                  |             | -           | -           | 33     | 10     |        |
| Totale Altınordu      | Totale Altınordu      | Totale Altınordu      | 53         | 13         |                 | 4               | 0               |                    | -                  | -                  |             | -           | -           | 57     | 13     |        |
| 2018-gen.2019         | Fenerbahçe            | SL                    | 8          | 0          | CT              | 2               | 0               | UCL+ UEL           | 2+3                | 0                  |             | -           | -           | 15     | 0      |        |
| gen.-giu.2019         | Malatyaspor           | SL                    | 6          | 0          | CT              | 4               | 2               |                    | -                  | -                  |             | -           | -           | 10     | 2      |        |
| 2019-gen.2020         | Çaykur Rizespor       | SL                    | 7          | 0          | CT              | 2               | 2               |                    | -                  | -                  |             | -           | -           | 9      | 2      |        |
| gen.-feb.2020         | Westerlo              | 1BL                   | 4          | 0          |                 | -               | -               |                    | -                  | -                  |             | -           | -           | 4      | 0      |        |
| 2020-2021             | Westerlo              | 1BL                   | 15         | 1          | CB              | 1               | 0               |                    | -                  | -                  |             | -           | -           | 16     | 1      |        |
| Totale Westerlo       | Totale Westerlo       | Totale Westerlo       | 19         | 1          |                 | 1               | 0               |                    |                    |                    |             | -           | -           | 20     | 1      |        |
| 2021-2022             | Gençlerbirliği        | 1L                    | 35         | 8          |                 | -               | -               |                    | -                  | -                  |             | -           | -           | 35     | 8      |        |
| 2022-gen.2023         | Gençlerbirliği        | 1L                    | 20         | 4          | CT              | 2               | 1               |                    | -                  | -                  |             | -           | -           | 22     | 5      |        |
| Totale Genclerbirligi | Totale Genclerbirligi | Totale Genclerbirligi | 55         | 12         |                 | 2               | 1               |                    |                    |                    |             | -           | -           | 57     | 13     |        |
| gen.-giu.2023         | Samsunspor            | 1L                    | 4          | 0          |                 | -               | -               |                    | -                  | -                  |             | -           | -           | 4      | 0      |        |
| Totale carriera       | Totale carriera       | Totale carriera       | 152        | 26         |                 | 15              | 5               |                    | 6                  | 0                  |             | -           | -           | 172    | 31     |        |

## Palmarès

### Competizioni nazionali
- TFF 1. Lig: 2

Samsunspor: 2022-2023
Kocaelispor: 2024-2025